# تل رحال
تل رحال (به عربی: تل رحال) یک روستا در سوریه است که در ناحیه مرکزی الباب واقع شده‌است. تل رحال ۲٬۸۶۶ نفر جمعیت دارد.